# Höringhausen
Höringhausen ist der nach Einwohnerzahl drittgrößte von insgesamt zehn Stadtteilen der Stadt Waldeck im nordhessischen Landkreis Waldeck-Frankenberg.

## Geschichte

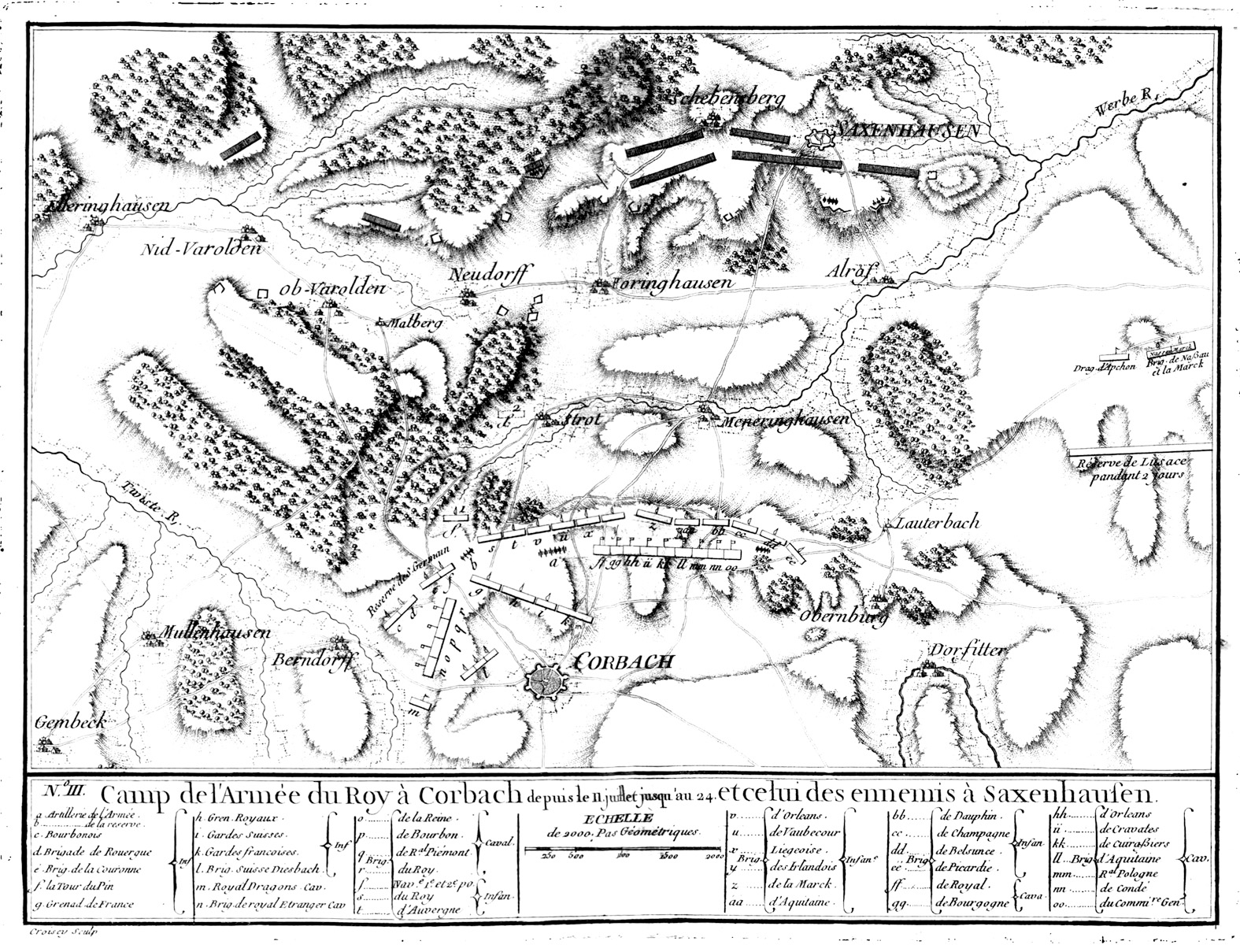
Das Gefecht bei Korbach am 10. Juli 1760 im Verlauf des Siebenjährigen Krieges östlich der waldeckischen Stadt Korbach zwischen Franzosen

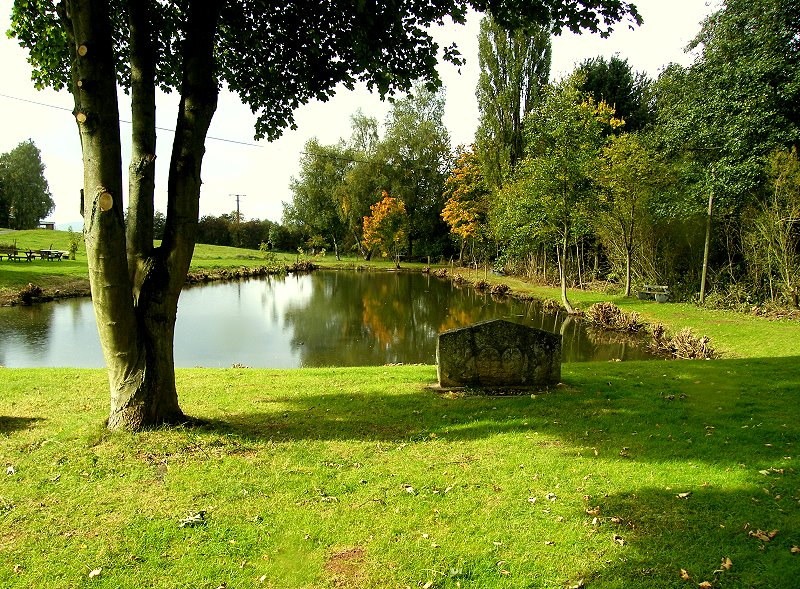
Reste der ehemaligen Wasserburg

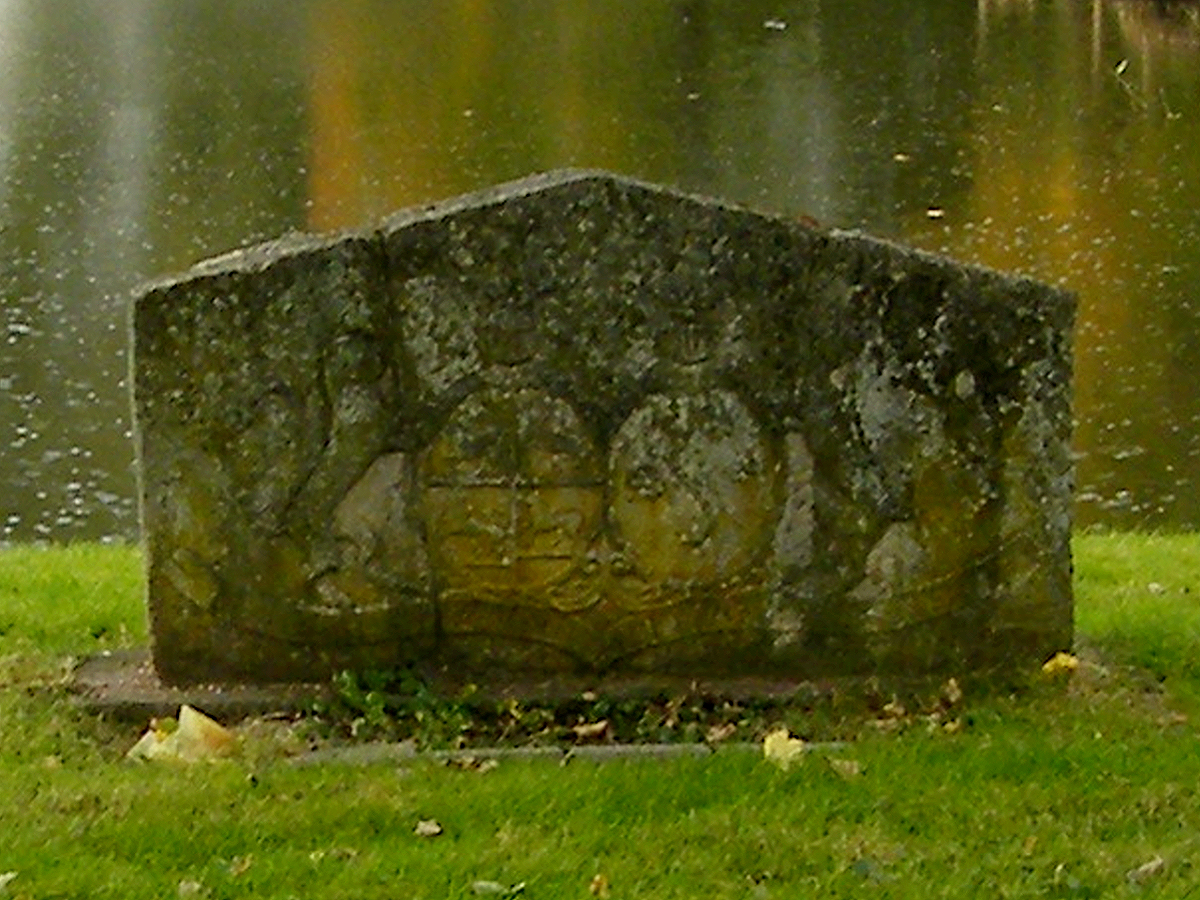
Lage der ehemaligen Wasserburg Höringhausen

### Ortsgeschichte
An der Grenze zur Gemarkung Nieder-Waroldern befinden sich die Reste einer mindestens 3-teiligen verschliffenen vorgeschichtlichen Ringwallanlage, der sogenannten „Hüne(n)burg“, auf der sich auch Reste einer Schanze aus dem Siebenjährigen Krieg befinden. Drei weitere Anlagen, eine Rechteckschanze, eine Fünfeckschanze mit Zugang und vorgelagertem Abschnittswall nördlich des Ortes und eine offene mehreckige Schanze östlich auf dem westlichen Sporn des Berges Langenscheid sind vermutlich auch dem Siebenjährigen Krieg zuzuordnen, da die französischen Truppen hier vor dem Angriff auf Korbach am 10. Juli 1760 oberhalb des Ortes Stellung bezogen hatten.
Den Namen soll der Ort, so ist einer alten Dorfchronik zu entnehmen, durch den Hof des „Sachsen Horo“ erhalten haben. Dies lässt sich, auch wie die damit verbundene erste Erwähnung um 1042, urkundlich allerdings bisher nicht belegen, aber an der Westseite des Dorfes lässt die Flurbezeichnung das „alte Haus“ auf eine mögliche Wohnstätte schließen.
Die älteste bekannte schriftliche Erwähnung von Höringhausen erfolgte unter dem Namen Hogerinchusen im Jahr 1264 in einer Urkunde des Klosters Bredelar.
Bis 1314 war der Ort im Besitz der Grafen von Ziegenhain. In diesem Jahr gaben diese das Dorf den Herren von Itter als Lehen. Schon 1326 verpfändeten die Herren von Itter Vogtei, Gericht und Kirchenpatronat Höringhausen an die Grafen von Waldeck. Durch einen Vertrag mit dem Erzbistum Mainz im Jahre 1357 kam der Ort dann in den Besitz der Landgrafen von Hessen. 1383 wurde der Ort, mit der hessischen Hälfte der Herrschaft Itter, Pfandbesitz der Herren Wolff von Gudenberg.
Im frühzeitlichen, später von den Franken eroberten sächsischen Ittergau gelegen, verblieb Höringhausen, mitten in der entstehenden Grafschaft Waldeck, bei der Herrschaft Itter. Es war damit jahrhundertelang eine Enklave in der Grafschaft und dem späteren Fürstentum Waldeck.
Im Jahre 1866 kam Höringhausen mit der ehemaligen Herrschaft Itter an Preußen. Erst mit dem Anschluss des Freistaates Waldeck am 1. April 1929 an Preußen gehörte Höringhausen zum Kreis des Eisenbergs. Dieser wurde 1942 mit zwei anderen ehemals waldeckischen Kreisen zum Landkreis Waldeck vereinigt.

### Wasserburg

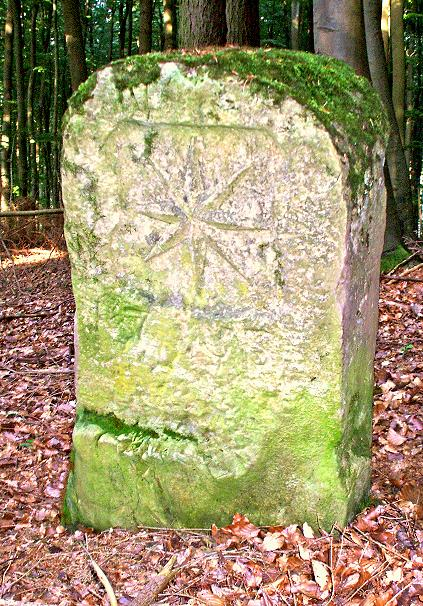
Grenzstein von 1753: Waldeck / Hessen-Darmstadt

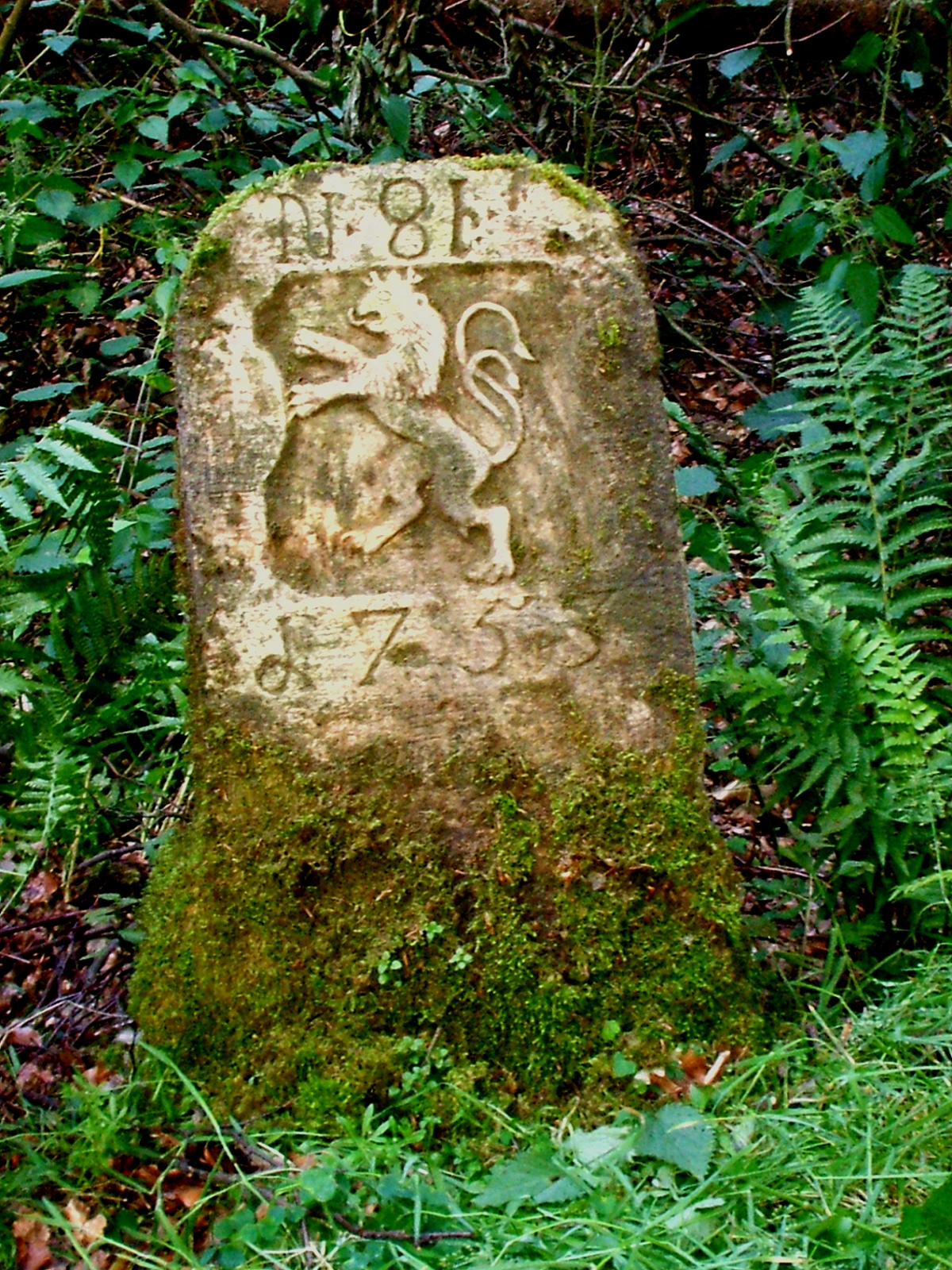
Grenzstein Hessen-Darmstadt / Waldeck

1314 wurde die Wasserburg Höringhausen erstmals erwähnt. Von wem und wann sie erbaut wurde, ist nicht eindeutig, aber vermutlich durch die Grafen von Ziegenhain. 1383 werden die Herren von Eppe und später die Herren von Cratzenstein als Besitzer erwähnt.
Es handelte sich um ein befestigtes Steinhaus, eine Kemenate, die von einem Wassergraben (Graft) umgeben war. Um 1500 wird sie noch urkundlich erwähnt. Danach scheint sie allmählich verfallen zu sein. Der Keller war 1910 noch vorhanden und wurde als Eiskeller genutzt. Der Wappenstein stammt von dem 1971 abgebrochenen Tor des zur Burg gehörenden Gutes; die Wappen auf dem Stein sind die der Adelsgeschlechter „Wolff von Gudenberg“ und „von Schachten“.

### Enklave
1326 verpfändeten die Edelherren von Itter Vogtei, Gericht und Kirchenpatronat Höringhausen an die Waldecker Grafen. Höringhausen war in dieser Zeit ein größerer Ort mit Sitz eines Gerichts und einer Vogtei, zu dem die Orte Wammeringhausen, Rissinghausen und Herzhausen gehörten. Die in der Gemarkung des Dorfes gelegenen und im Mittelalter verlassenen Siedlungen Wammeringhausen, Rissinghausen, Eltrichhausen, Brüninghausen, Neudorf, Altenhagen, Rudolfshagen, Rickersbruch und Schiebenscheid gehörten ebenfalls zum Ort. Urkunden und die überlieferten Flurnamen belegen dies.
Die Waldecker Grafen verpfändeten 1362 Höringhausen an Arnold IV. Wolff von Gudenberg, dessen Sohn Thile nach dem Aussterben der Herren von Itter als Lehnsmann der Landgrafen von Hessen die Herrschaft Itter 1381/1383 als Pfandbesitz erwarb. Nachdem die Wolff von Gudenberg im 16. Jahrhundert ihre Pfandherrschaft über die Herrschaft Itter auf Druck der Grafen von Waldeck und der Landgrafen von Hessen endgültig aufgeben mussten, zogen sie sich auf ihre Güter in Höringhausen zurück. 1568 gab ihnen Landgraf Wilhelm V. das halbe Dorf Höringhausen als Mannlehen und erlaubte ihnen, den itterschen Löwen ihrem Wappen zuzufügen. Später besaßen sie das ganze Dorf Höringhausen.
Noch heute wird gerne die Geschichte erzählt, dass der Graf von Waldeck Höringhausen bei einem Kartenspiel verloren haben soll, aber das ist eine Legende. Die Waldecker Grafen verpfändeten Höringhausen schon 1362 (siehe vorigen Abschnitt) und lösten dieses Pfand nie ein, so dass Höringhausen bis zur Auflösung des späteren Fürstentums Waldeck 1918 im Besitz der Landgrafen von Hessen blieb.

### Grenze und Grenzsteine von 1753
Wiederholte Grenzstreitigkeiten zwischen dem Fürstentum Waldeck und den Landgrafen von Hessen-Darmstadt führten 1753 dazu, Grenzsteine um die Gemarkung zu setzen und so die Landesgrenze zu markieren. Entlang der etwa 28 km langen Grenze wurden 177 dieser Grenzsteine gesetzt. Sie sind zum größten Teil noch heute vorhanden und stehen unter Denkmalschutz.

### Hessische Gebietsreform (1970–1977)
Im Zuge der Gebietsreform in Hessen fusionierten zum 1. Oktober 1971 die bis dahin selbständigen Gemeinden Alraft, Höringhausen, Netze und Nieder-Werbe sowie die beiden Städte Sachsenhausen und Waldeck auf freiwilliger Basis zur neuen Stadt Waldeck. Sitz der Stadtverwaltung wurde Sachsenhausen.
Für alle eingegliederten, ehemals eigenständigen, Gemeinden von Waldeck wurden Ortsbezirke mit Ortsbeirat und Ortsvorsteher nach der Hessischen Gemeindeordnung gebildet.

### Verwaltungsgeschichte im Überblick
Die folgende Liste zeigt die Staaten und Verwaltungseinheiten, denen Höringhausen angehört(e):

- vor 1356: Heiliges Römisches Reich, Herrschaft Itter
- 1356–1590: Heiliges Römisches Reich, Landesherrschaft strittig zwischen Landgrafschaft Hessen, Kurmainz und Grafschaft Waldeck, Herrschaft Itter (Pfandbesitz der Wolff von Gudenberg bis 1806)
- ab 1585: Heiliges Römisches Reich, Landgrafschaft Hessen-Marburg, Herrschaft Itter
- 1604–1648: strittig zwischen Hessen-Kassel und Hessen-Darmstadt (Hessenkrieg)[12]
- ab 1604: Heiliges Römisches Reich, Landgrafschaft Hessen-Kassel, Amt Herrschaft Itter
- ab 1627: Heiliges Römisches Reich, Landgrafschaft Hessen-Darmstadt, Oberfürstentum Hessen, Amt Herrschaft Itter[13][14]
- ab 1806: Großherzogtum Hessen,[Anm. 2] Oberfürstentum Hessen, Amt Herrschaft Itter[15]
- ab 1815: Großherzogtum Hessen, Provinz Oberhessen, Amt Herrschaft Itter[16]
- ab 1821: Großherzogtum Hessen, Provinz Oberhessen, Landratsbezirk Vöhl[Anm. 3]
- ab 1848: Großherzogtum Hessen, Regierungsbezirk Biedenkopf
- ab 1852: Großherzogtum Hessen, Provinz Oberhessen, Kreis Vöhl
- ab 1867: Königreich Preußen,[Anm. 4] Provinz Hessen-Nassau, Regierungsbezirk Kassel, Kreis Frankenberg[14]
- ab 1871: Deutsches Reich, Königreich Preußen, Provinz Hessen-Nassau, Regierungsbezirk Kassel, Kreis Frankenberg
- ab 1918: Deutsches Reich, Freistaat Preußen, Provinz Hessen-Nassau, Regierungsbezirk Kassel, Kreis Frankenberg
- ab 1929: Deutsches Reich, Freistaat Preußen, Provinz Hessen-Nassau, Kreis des Eisenbergs
- ab 1942: Deutsches Reich, Provinz Hessen-Nassau, Regierungsbezirk Kassel, Landkreis Waldeck
- ab 1944: Deutsches Reich, Freistaat Preußen, Provinz Kurhessen, Landkreis Waldeck
- ab 1945: Deutsches Reich, Amerikanische Besatzungszone,[Anm. 5] Groß-Hessen, Regierungsbezirk Kassel, Landkreis Waldeck
- ab 1946: Deutsches Reich, Amerikanische Besatzungszone, Hessen, Regierungsbezirk Kassel, Landkreis Waldeck
- ab 1949: Bundesrepublik Deutschland, Hessen, Regierungsbezirk Kassel, Landkreis Waldeck
- ab 1971: Bundesrepublik Deutschland, Hessen, Regierungsbezirk Kassel, Landkreis Waldeck, Stadt Waldeck
- ab 1974: Bundesrepublik Deutschland, Hessen, Regierungsbezirk Kassel, Landkreis Waldeck-Frankenberg, Stadt Waldeck

### Bevölkerung

#### Einwohnerstruktur 2011
Nach den Erhebungen des Zensus 2011 lebten am Stichtag dem 9. Mai 2011 in Höringhausen 1161 Einwohner. Darunter waren 24 (2,1 %) Ausländer. Nach dem Lebensalter waren 177 Einwohner unter 18 Jahren, 486 zwischen 18 und 49, 243 zwischen 50 und 64 und 255 Einwohner waren älter. Die Einwohner lebten in 498 Haushalten. Davon waren 141 Singlehaushalte, 147 Paare ohne Kinder und 168 Paare mit Kindern, sowie 39 Alleinerziehende und 3 Wohngemeinschaften. In 108 Haushalten lebten ausschließlich Senioren/-innen und in 315 Haushaltungen leben keine Senioren/-innen.

#### Einwohnerentwicklung
Quelle: Historisches Ortslexikon
- 1585: 44 Haushaltungen
- 1629: 45 Haushaltungen
- 1742: 74 Haushaltungen und 12 Juden
- 1791: 429 Einwohner[18]
- 1800: 523 Einwohner[19]
- 1806: 670 Einwohner, 102 Häuser[15]
- 1829: 802 Einwohner, 109 Häuser[20]

| Höringhausen: Einwohnerzahlen von 1791 bis 2020 | Höringhausen: Einwohnerzahlen von 1791 bis 2020 | Höringhausen: Einwohnerzahlen von 1791 bis 2020 | Höringhausen: Einwohnerzahlen von 1791 bis 2020 | Höringhausen: Einwohnerzahlen von 1791 bis 2020 |
| --- | ----------------------------------------------- | ----------------------------------------------- | ----------------------------------------------- | ----------------------------------------------- |
| Jahr |                                                 |                                                 |                                                 | Einwohner                                       |
| 1791 | 1791                                            |                                                 | 429                                             | 429                                             |
| 1800 | 1800                                            |                                                 | 523                                             | 523                                             |
| 1806 | 1806                                            |                                                 | 670                                             | 670                                             |
| 1829 | 1829                                            |                                                 | 802                                             | 802                                             |
| 1834 | 1834                                            |                                                 | 704                                             | 704                                             |
| 1840 | 1840                                            |                                                 | 693                                             | 693                                             |
| 1846 | 1846                                            |                                                 | 747                                             | 747                                             |
| 1852 | 1852                                            |                                                 | 762                                             | 762                                             |
| 1858 | 1858                                            |                                                 | 839                                             | 839                                             |
| 1864 | 1864                                            |                                                 | 867                                             | 867                                             |
| 1871 | 1871                                            |                                                 | 772                                             | 772                                             |
| 1875 | 1875                                            |                                                 | 713                                             | 713                                             |
| 1885 | 1885                                            |                                                 | 757                                             | 757                                             |
| 1895 | 1895                                            |                                                 | 752                                             | 752                                             |
| 1905 | 1905                                            |                                                 | 756                                             | 756                                             |
| 1910 | 1910                                            |                                                 | 869                                             | 869                                             |
| 1925 | 1925                                            |                                                 | 832                                             | 832                                             |
| 1939 | 1939                                            |                                                 | 830                                             | 830                                             |
| 1946 | 1946                                            |                                                 | 1.305                                           | 1.305                                           |
| 1950 | 1950                                            |                                                 | 1.301                                           | 1.301                                           |
| 1956 | 1956                                            |                                                 | 1.181                                           | 1.181                                           |
| 1961 | 1961                                            |                                                 | 1.113                                           | 1.113                                           |
| 1967 | 1967                                            |                                                 | 1.118                                           | 1.118                                           |
| 1980 | 1980                                            |                                                 | ?                                               | ?                                               |
| 1990 | 1990                                            |                                                 | ?                                               | ?                                               |
| 2000 | 2000                                            |                                                 | ?                                               | ?                                               |
| 2011 | 2011                                            |                                                 | 1.161                                           | 1.161                                           |
| 2015 | 2015                                            |                                                 | 1.106                                           | 1.106                                           |
| 2020 | 2020                                            |                                                 | 1.099                                           | 1.099                                           |
| Datenquelle: Historisches Gemeindeverzeichnis für Hessen: Die Bevölkerung der Gemeinden 1834 bis 1967. Wiesbaden: Hessisches Statistisches Landesamt, 1968. Weitere Quellen: Stadt Waldeck:; Zensus 2011 |                                                 |                                                 |                                                 |                                                 |

#### Historische Religionszugehörigkeit
| • 1829: | 702 evangelische (= 87,53 %), ein katholischer (= 0,12 %), 14 mennonitische (= 1,75 %), 85 jüdische (= 10,60 %) Einwohner |
| • 1895: | 675 evangelische (= 89,17 %), ein katholischer (= 0,13 %), 81 jüdische (= 10,70 %) Einwohner                              |
| • 1961: | 972 evangelische (= 87,33 %), 113 katholische (= 10,15 %) Einwohner                                                       |

## Religion

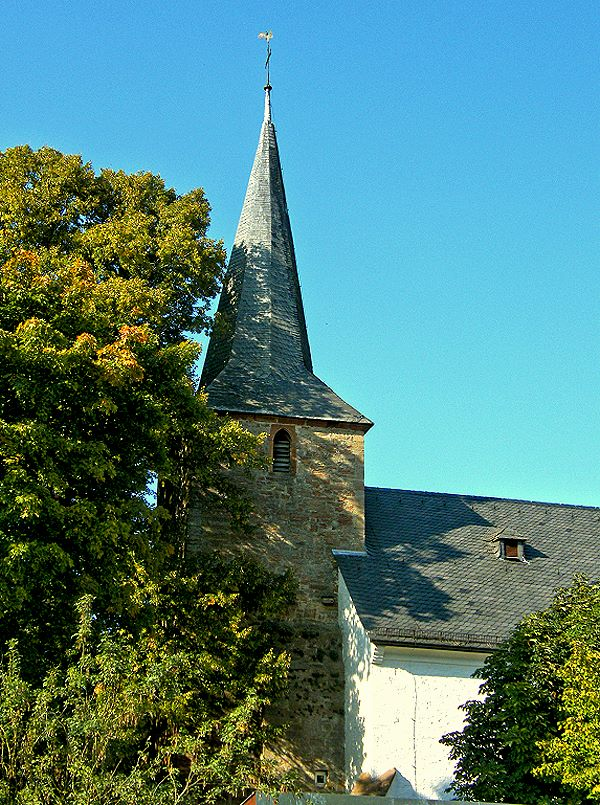
Kirche Höringhausen

### Erste Kirche
Die erste Kirche ist entstand wahrscheinlich bereits Mitte des 11. Jahrhunderts. In der Dorfchronik wird zwar erwähnt: „Am 27. Juli 1043 begabt Abt Druthmar (1015–1046) von Corvey die von ihm erbaute Kirche des „Heiligen Magnus“ zu Horohusen...“, allerdings ist an dieser Angabe zu zweifeln, denn es gibt Hinweise, dass hier der Ort „Horohusen“ bei dem heutigen Niedermarsberg, einem Stadtteil von Marsberg, gemeint ist. Zudem wird bei der zweiten Kirche erwähnt, die Kirche sei „Johannes dem Täufer“ gewidmet gewesen. (Weitere Nachforschungen hierzu sind noch nicht abgeschlossen.)

### Zweite Kirche
1735 wurde die erste Kirche wegen Baufälligkeit abgerissen, zudem war sie für die wachsende Bevölkerung zu klein geworden. Die neue Kirche wurde an der gleichen Stelle errichtet. Vom Vorgängerbau ist nur der untere Teil des Glockenstuhls erhalten geblieben. Der im Dreißigjährigen Krieg (1618–1648) abgebrannte und zerstörte Kirchturm wurde 1674 neu aufgebaut. Im Kirchenbuch von 1731 ist dieser Bau durch den damaligen Pfarrer Johann Henrich Moebius ausführlich dokumentiert. Die hölzerne Kanzel ist ein Werk des Immighäuser Holzbildhauers Josias Wolrat Brützel.
Am 1. Februar 1739 bat der Patron der Kirche und Lehnsinhaber des Dorfes, der kurkölnische Obrist Johann Caspar Wolff von Gudenberg, den Landgrafen von Hessen-Darmstadt (der Ort gehörte seit 1639 zu Hessen-Darmstadt) um die Erlaubnis einer feierlichen Kirchweihe für den 24. Juni, den Tag Johannes des Täufers, weil an diesem Tage das Dorf das Recht eines Freischießens habe und die erste Kirche Johannes dem Täufer gewidmet gewesen war.

### Synagoge

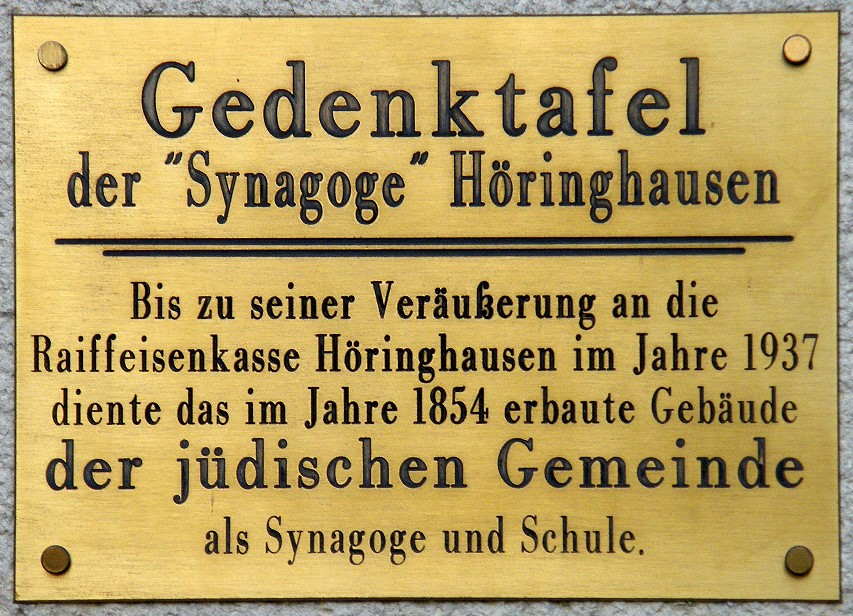
Gedenktafel ehem. Synagoge

Der Bau der ersten Synagoge wird im Jahr 1792 erwähnt. 1841 wurde festgestellt, dass das Gebäude baufällig und nicht mehr zu reparieren war. Die jüdischen Familien sammelten daraufhin für einen Neubau. 1854 konnte dieser als jüdisches Gemeindezentrum mit Synagoge, Schule und Lehrerwohnung verwirklicht werden. Nach dem Rückgang der jüdischen Bevölkerung wurde das Gebäude 1937 an die Spar- und Darlehenskasse Höringhausen (später Raiffeisenbank Freienhagen-Höringhausen, heute Waldecker Bank) veräußert. Durch diesen Verkauf entging es der Zerstörung beim Novemberpogrom 1938. Heute erinnert eine Gedenktafel an dem inzwischen mehrfach stark veränderten Gebäude an die ehemalige Synagoge.

## Sehenswürdigkeiten
- Heimatmuseum
- Rudolfshagen (ca. 75 ha großes Waldstück zwischen Höringhausen und Ober-Waroldern – eine der größten Kolonien der kleinen Roten Waldameise in Mitteleuropa)

## Bildung
- Grundschule
- Städtischer Kindergarten

## Verkehr
Der Bahnhof Höringhausen lag am 1995 stillgelegten Abschnitt Wega–Korbach der Bahnstrecke Wega–Brilon Wald.